# Битка код Блиндхајма
Битка код Блиндхајма била је најважнија битка током Рата за шпанско наслеђе. Одиграла се 13. августа 1704. године. Снаге Велике алијансе су однеле блиставу победу.